# بونارا
بونارا (بالبوسنوية: Bunara)‏ هي قرية في البوسنة والهرسك. وهي تقع على أراضي بلدية بوسانسكي بتروفاتس التابعة لكانتون يونا-سانا في اتحاد البوسنة والهرسك. طبقا لنتائج تعداد البوسنة عام 2013 فقد كان عدد سكانها 40 نسمة.
قبل الحرب البوسنية كانت القرية جزءا من بلدية بوزانسكي بتروفاك وفي أعقاب اتفاقية دايتون (1995)، أصبحت تابعة للبلدية التي تم إنشاؤها حديثا (بتروفاك) في جمهورية صرب البوسنة.

## التركيبة السكانية

### التطور التاريخي للسكان
| 1961 | 1971 | 1981 | 1991 | 2013 |
| ---- | ---- | ---- | ---- | ---- |
| 163  | 161  | 124  | 106  | 40   |